# Bravo-Jahrescharts 1967
Die Jugendzeitschrift Bravo erscheint seit 1956 und enthält in jeder Wochenausgabe eine Hitliste, die von den Lesern gewählt wurde. Zum Jahresende wird eine Jahreshitliste erstellt, die Bravo-Jahrescharts. Seit 1960 wählen die Bravo-Leser zudem ihre beliebtesten Gesangsstars und dekorieren sie mit dem Bravo Otto.

## Bravo-Jahrescharts 1967
Roy Black ist bei den nationalen Interpreten konkurrenzlos und landet auf den ersten beiden Plätzen der Jahrescharts. Die Britin Sandie Shaw wird vor allem durch den Eurovision Song Contest berühmt, und die Blumenkinder erhalten die Hymne für ihr Mekka San Francisco von Scott McKenzie. Newcomer des Jahres in Deutschland wird Ricky Shayne. Die Anhängerschaft bei den Beatmusik-Anhängern teilt sich deutlich zwischen den Beatles und den Rolling Stones. Die Beatles landen ihre letzten großen Hits für die breite Masse mit Penny Lane und All You Need Is Love, während die Stones mit Ruby Tuesday und We Love You die Top Ten nicht erreichen können.
1. Frag nur dein Herz – Roy Black – 522 Punkte
2. Meine Liebe zu dir – Roy Black – 428 Punkte
3. Ha! Ha! Said the Clown – Manfred Mann – 355 Punkte
4. Puppet on a String – Sandie Shaw – 341 Punkte
5. San Francisco (Be Sure to Wear Flowers in Your Hair) – Scott McKenzie – 329 Punkte
6. Penny Lane – The Beatles – 319 Punkte
7. Ich sprenge alle Ketten – Ricky Shayne – 308 Punkte
8. Okay! – Dave Dee, Dozy, Beaky, Mick & Tich – 308 Punkte
9. Dear Mrs. Applebee – David Garrick – 296 Punkte
10. All You Need Is Love – The Beatles – 288 Punkte

## Bravo-Otto-Wahl 1967

### Beat-Gruppen
1. Goldener Otto: Dave Dee, Dozy, Beaky, Mick & Tich
2. Silberner Otto: The Beatles
3. Bronzener Otto: The Beach Boys

### Sänger
1. Goldener Otto: Roy Black
2. Silberner Otto: Graham Bonney
3. Bronzener Otto: Udo Jürgens

### Sängerinnen
1. Goldener Otto: Wencke Myhre
2. Silberner Otto: Manuela
3. Bronzener Otto: Marion Maerz